# 防災インデックス〜その時のために
防災インデックス〜その時のために（ぼうさいインデックス〜そのときのために）は、JFNC制作の防災ミニ番組。阪神・淡路大震災から10年、「あの時の災害」を風化させないために、また「いつか自分に降りかかるかもしれない災害」のために、様々な自然災害に関する情報を届けていく。過去放送分から例えば、「災害時の携帯電話活用法」「171って何の番号?」など。こんな防災に関するふとした疑問質問に答える。なお、この番組は渡辺実監修の著書「彼女を守る51の方法」（マイクロマガジン社）とリンクしている。
FM東京では同様に「防災ワンアクション」を独自に放送している。
2018年1月現在、放送されてない模様。

## 監修・DJ
- 監修／渡辺実（防災危機管理ジャーナリスト）
- DJ／井門宗之（JFN防災パーソナリティー）

## ネット局と放送時間
全国10局ネット
- JOY FM　　月曜9:55〜
- Air-Radio FM88　　金曜11:50〜
- be file786　　日曜08:55〜
- V-air　　月曜10:55〜
- FMとやま　　土曜09:25〜
- FM新潟　　日曜18:50〜
- FM山形　　金曜12:50〜
- FM秋田　　金曜12:50〜
- FM岩手　　金曜12:50〜
- FM青森　　土曜07:55〜

## 過去ネット
FMY　　土曜08:00〜